# ملقرت

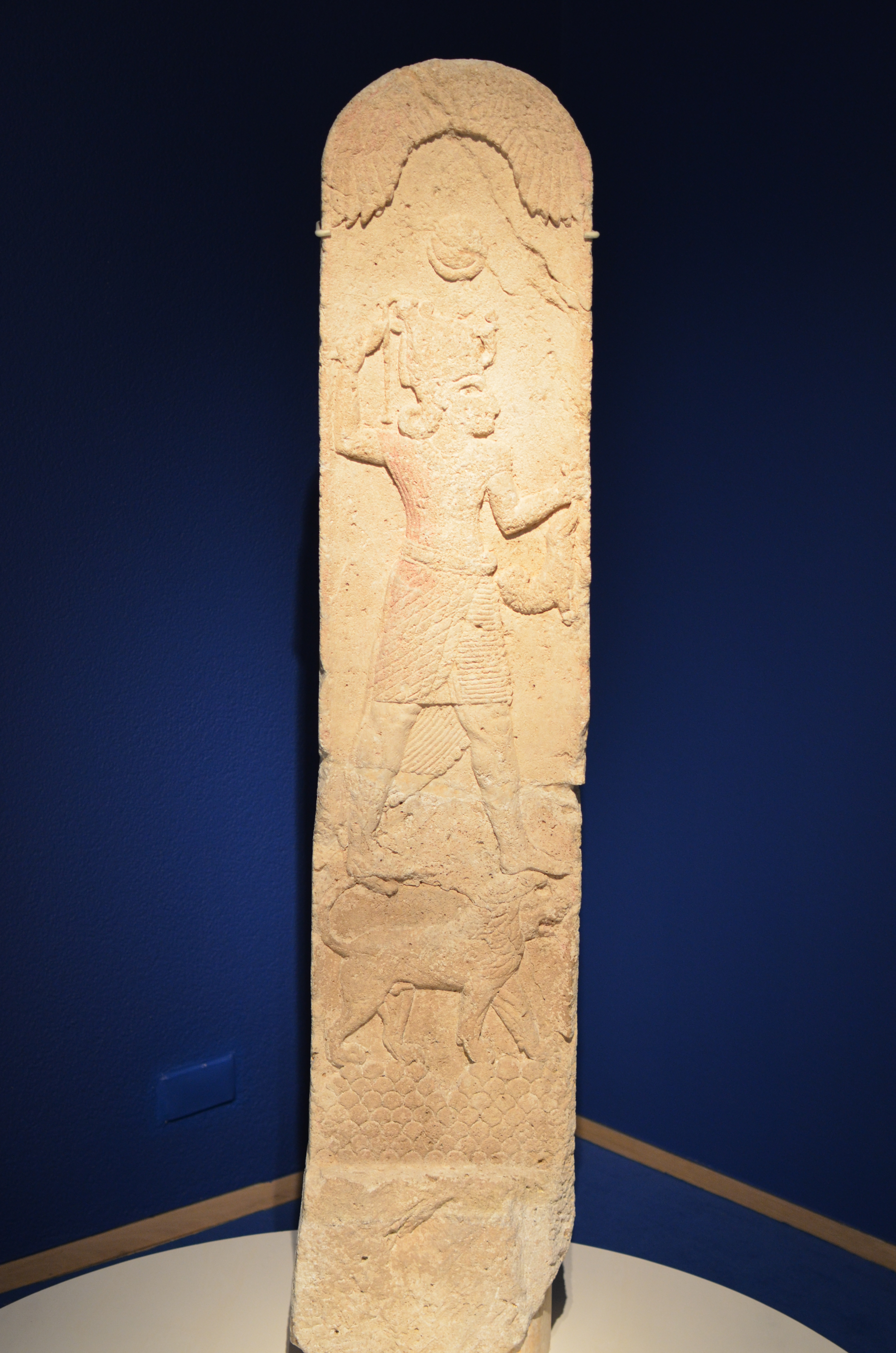
مسلة عليها الإله ملقرت من عمريت

ملقرت (بالعربية: ملك-قارة) بمعنى ملك المدينة (ملك القرية) من الحضارة الفينيقية، هو وصي الرب إلى صور وصيدا المحمية حيث يطلق عليه سيد صور وتوجد هذه التسمية في لغات أخرى كالعبرية واليونانية بمعنى قريب. تجمع كل الدلائل على ان ملقرت هو ابرز اله مدينة صور ويعني اسمه ملك المدينة أو سيد المدينة وباعتماد الأسماء نميل إلى الاعتقاد انه كان الأكثر شعبية في قرطاج .
كانت عبادة ملقرت في العاصمة البونية قرطاج تتم داخل معبد مخصص لهذا الغرض إذ تذكر نقيشتان معبد هذا الاله فيما قدم أحد الناذرين نفسه على انه خادم الالهين صيد - ملقرت . ولقد احصى الباحثون ما لا يقل 1500 اسما من هذا الصنف في تركيبة الأسماء القرطاجية . وهذه الأسماء تعكس ثقة القرطاجيين في هذا الاله . ومن بين أشهر الأسماء بد ملقرت وعبد ملقرت . ويمكن تفسير شعبية هذا الاله بالصورة الايجابية التي كان القرطاجيون يحملونها عنه وهو كان يمثل الاله المحسن والحامي وهو ما جعل القرطاجيين شديد التعلق به .
يرد ذكره كذلك في نقش سيبوس ملقرت من مالطا

## نقش ملقرت بالبريج

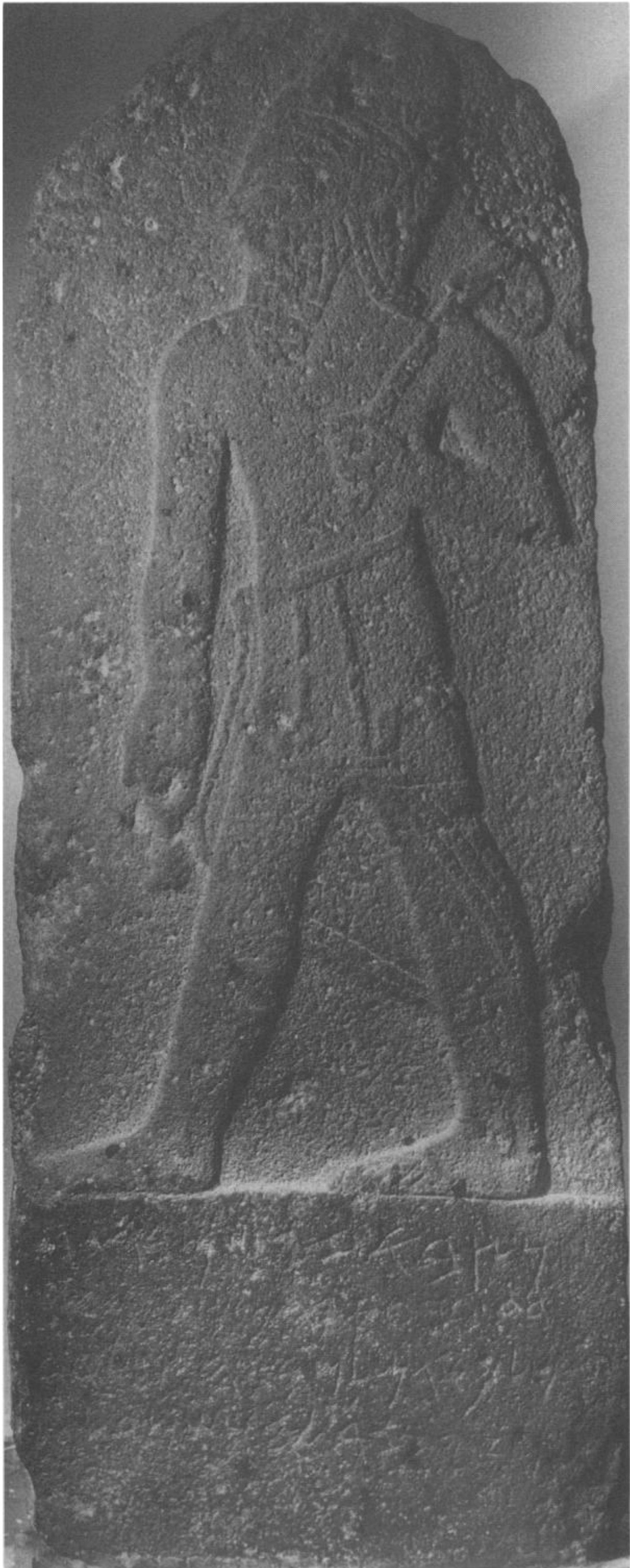
نقش ملقرت في متحف حلب الوطني

في نقش البريج يرد أن مقدمه برهدد نذر للإله ملقرت